# Il cavaliere della strada
Il cavaliere della strada (Street Knight) è un film statunitense del 1993 diretto da Albert Magnoli.

## Trama
L'ex poliziotto Jake Barrett che si è dimesso dalla polizia di Los Angeles a seguito di un incidente, non riuscendo a salvare un ostaggio che è stato ucciso da un criminale e così Barrett ripara auto in un garage di suo padre. Ma, Barrett viene informato da un suo ex collega della situazione in città cioè un conflitto tra due bande rivali i Latin Lords e i Blades, attualmente oggetto di una tregua negoziata dai capi delle rispettive bande. Un gruppo di membri dei Latin Lords vengono quasi sterminati tranne il loro autista Carlos Sanchez che fugge e la strage è stata ordita da James Franklin, uno dei criminali più potenti della città. Barrett incontra la sorella di Carlos, Rebecca che le dice che il fratello è scomparso due giorni dopo la strage, inizialmente rifiuta e poi cambia idea prendendo in mano la situazione.